# Pyrausta amatalis
Pyrausta amatalis is een vlinder van de familie van de grasmotten (Crambidae). De wetenschappelijke naam van deze soort is voor het eerst voorgesteld door Hans Rebel in een publicatie uit 1903.
De soort komt voor in Bulgarije, Turkije, Armenië en Syrië.